# Tomoko Kanazawa
Pour les articles homonymes, voir Kanazawa (homonymie).
Tomoko Kanazawa (金澤 朋子, Kanazawa Tomoko), née le 2 juillet 1995 à Saitama, est une chanteuse et idole japonaise, membre et sub-leader du groupe féminin Juice=Juice depuis 2013 au sein du Hello! Project.

## Biographie
Le 20 novembre 2012, le Hello! Project annonce que six nouvelles débutantes vont rejoindre le Hello! Pro Kenshūsei. Le 9 décembre 2012, Tomoko Kanazawa est officiellement présentée au Hello! Pro Kenshūsei  Happyoukai 2012 ~12gatsu no Nama Tamago Show!~ aux côtés de Kaede Kaga, Sakurako Wada, Yumeno Kishimoto, Reina Ichioka et Maria Makino.
Le 3 février 2013, le producteur du H!P Tsunku annonce que Tomoko Kanazawa sera un membre du nouveau groupe du Hello! Project, Juice=Juice, avec quatre autres membres du Hello! Pro Kenshūsei : Karin Miyamoto, Sayuki Takagi, Aina Otsuka, Akari Uemura, et un membre d'Up-Front, Yuka Miyazaki. Lors de la sortie du premier single major de Juice=Juice, Romance no Tochū (...), il est annoncé que Tomoko Kanazawa devient la sub-leader du groupe, avec Yuka Miyazaki en tant que leader.
En parallèle, Tomoko Kanazawa forme en mars 2014 le duo Odatomo aux côtés de Sakura Oda du groupe Morning Musume, et le duo sort une chanson sur un single collectif.
Tomoko Kanazawa sort ensuite un premier DVD en solo en juin 2014.

## Groupes

### Au sein du Hello! Project
- Hello! Pro Kenshūsei (2012-2013)
- Juice=Juice (2013-)
- ODATOMO (2014-2016)

## Discographie

### Avec Juice=Juice
Albums
1. 15 juillet 2015 : First Squeeze!
2. 1er août 2018 : Juice=Juice #2 -¡Una más!-
3. 20 avril 2022 : terzo (uniquement Platonic Planet)

Singles indies
1. 31 mars 2013 : Watashi ga Iu Mae ni Dakishimenakya ne
2. 5 mai 2013 : Samidare Bijo ga Samidareru
3. 8 juin 2013 : Ten Made Nobore! (Hello! Pro Kenshūsei feat. Juice=Juice)

Singles majors
1. 11 septembre 2013 : Romance no Tochū / Watashi ga Iu Mae ni Dakishimenakya ne (Memorial Edit) / Samidare Bijo ga Samidareru (Memorial Edit)
2. 4 décembre 2013 : Ijiwaru Shinaide Dakishimete yo / Hajimete wo Keikenchū
3. 19 mars 2014 : Hadaka no Hadaka no Hadaka no KISS / Are Kore Shitai!
4. 30 juillet 2014 : Black Butterfly / Kaze ni Fukarete
5. 1er octobre 2014 : Senobi / Date Ja Nai yo Uchi no Jinsei wa
6. 8 avril 2015 : Wonderful World / Ça va ? Ça va ?
7. 3 février 2016 : Next is you! / Karada Dake ga Otona ni Nattan Janai
8. 26 octobre 2016 : Dream Road ~Kokoro ga Odoridashiteru~ / Keep On Joshō Shikō!! / Ashita Yarō wa Bakayarō
9. 26 avril 2017 : Jidanda Dance / Feel! Kanjiru yo
10. 18 avril 2018 : Sexy Sexy / Naite Ii yo / Vivid Midnight
11. 13 février 2019 : Bitansan / Potsuri to / Good bye & Good luck!
12. 5 juin 2019 : “Hitori de Ikirare Sō” tte Sorettene, Homete Iru no? / 25sai Eien Setsu
13. 1er avril 2020 : Pop Music / Suki tte Itte yo
14. 28 avril 2021 : DOWN TOWN / Ganbarenai yo
15. 22 décembre 2021 : Plastic Love / Familia / Future Smile

Singles digital
- 23 août 2017 : Fiesta! Fiesta!

#### Collaboration
Singles
- 23 avril 2014 - Aa, Subarashiki Hibi yo / Dream Last Train / Kodachi wo Nukeru Kaze no You ni (Sato no Akari, Triplet, ODATOMO)

### En solo
DVD
1. 27 juin 2014 - Greeting ~Kanazawa Tomoko~ (Greeting ~金澤朋子~?)

## Divers

### Filmographie
Programmes TV
- 2013 – Hello! SATOYAMA Life (ハロー！ＳＡＴＯＹＡＭＡライフ?)
- 2014 –The Girls Live

Internet
- 2013 – Hello! Station (ハロ！ステ?)

### Théâtre
- 2014 : Musical Koi Suru Hello Kitty (ミュージカル恋するハローキティ?)